# Polica (gmina Naklo)
Polica – wieś w Słowenii, w gminie Naklo. W 2018 roku liczyła 123 mieszkańców.